# Franz Ditt
Franz Ditt   (Frankfurt del Main, 1813 - 1854) fou un cantant (tenor) alemany d'òpera.
Ditt va ser el segon fill del jardiner d'art Wilhelm Ditt; el cantant Carl Ditt era el seu germà petit, l'actor Martin Ditt el seu germà gran. El seu talent com a cantant va ser descobert durant la formació del seu pare com a jardiner.
A Frankfurt Ditt va rebre lliçons d'actuació escènica del cantant d'òpera Johann Baptist Pischek i va debutar amb èxit el 1840 al teatre local amb el paper de Don Ottavio. El 1842 es va traslladar al teatre de la ciutat de Breslau i hi va romandre dos anys. Després d'un any a la "Schauspielhaus" de Berlín, Ditt va ser contractat al "Hoftheater" de Hannover a finals de 1844 i hi va romandre fins a 1846.
Després de diversos mesos al "Theatre an der Wien", Ditt va ser portat al "Stadttheater" d'Hamburg des de 1847 fins a 1850. Després va tenir un compromís de dos anys a Wroclaw. Passat un any es va incorporar a la "Riga City Theatre Association". Ditt era un popular tenor heroic que va saber guanyar ràpidament el favor de l'audiència.

## Rols (selecció)
Don Ottavio - Don Giovanni (Wolfgang Amadeus Mozart)
Jean - Le prophète (Giacomo Meyerbeer)
Raoul - Les Huguenots (Giacomo Meyerbeer)
Hüon - Oberon (Carl Maria von Weber)
Masaniello - La muette de Portici (Daniel-François-Esprit Auber)
Robert - Robert le diable (Giacomo Meyerbeer)
Pollione - Norma (Vincenzo Bellini)
Nemorino - L'elisir d'amore (Gaetano Donizetti)
Nadori - Jessonda (Louis Spohr)
Gomez - El campament nocturn a Granada (Conradin Kreutzer)
Alessandro - Alessandro Stradella (Friedrich von Flotow)